# Mica (serie animata)
Mica è una serie animata 3D franco-canadese di 26 episodi da 6 minuti coprodotta da Ricochets Productions e Tooncan Production. La serie è stata originariamente trasmessa su Les Zouzous su France 5. È stata successivamente trasmessa in Italia su Rai 3 nel luglio del 2005.

## Sinossi
Mica è un sassolino che ha sempre il singhiozzo. Per iniziare la sua giornata, deve portare una pietra sulla testa senza farla cadere. Vive in una cava preistorica con la sua famiglia.